# Synagoga Ahawat Tora w Krakowie
Synagoga Ahawat Tora (z hebr. Miłości Tory) – synagoga znajdująca się na Kazimierzu w Krakowie, przy ulicy Józefa 22.
Synagoga została wzniesiona na początku XX wieku. Podczas II wojny światowej hitlerowcy zdewastowali synagogę. Od czasu zakończenia wojny w synagodze znajdują się mieszkania. 
Do dziś nie zachowało się nic z pierwotnego wyposażenia synagogi, co mogłyby wskazywać na jej pierwotny charakter. Jedynym charakterystycznym elementem pozostały dwa małe półokrągle zakończone okna na drugim piętrze kamienicy.